# Banzai (album)
Banzai è la seconda raccolta del cantautore e rapper italiano Frah Quintale, pubblicata il 25 aprile 2022 dalla Undamento.

## Descrizione
Racchiude i precedenti 2 album Banzai (lato blu) e Banzai (lato arancio), oltre a un inedito e 2 precedenti singoli.

## Tracce
1. Intro (fogli colorati) – 1:31
2. Sì può darsi – 3:06
3. Contento – 3:24
4. Le sigarette – 3:16
5. Buio di giorno – 3:03
6. Cardio – 3:37
7. Le cose sbagliate – 1:42
8. Farmacia – 3:14
9. Giorni da solo – 3:09
10. Chicchi di riso (feat. Franco126) – 3:26
11. Gabbiani – 3:23
12. Due ali – 3:51
13. Lambada – 3:59
14. Scheletri – 3:54
15. Recycle – 1:39
16. Pianeta 6 – 3:27
17. La notte mi chiama – 3:09
18. Chanel – 3:08
19. Amarena – 3:34
20. Sempre bene – 3:35
21. Allucinazioni (feat. IRBIS 37) – 3:17
22. Se avessi saputo – 3:53
23. Faccia nella notte – 2:05